# Liste unterbrochener und abgebrochener Rennen der Formel 1
Die Liste unterbrochener und abgebrochener Rennen der Formel 1 bietet einen Überblick über alle Grand-Prix-Rennen der Formel-1-Weltmeisterschaft (bis 1980: Automobil-Weltmeisterschaft) seit ihrer ersten Austragung in der Saison 1950. Die Auflistung erfolgt chronologisch.
Unterbrechung oder Abbruch eines Rennens werden den Fahrern von der Rennleitung der Formel 1 durch Schwenken der roten Flagge angezeigt. Die Geschwindigkeit ist zu verringern, es gilt Überholverbot. Meist geschieht dies aus Sicherheitsgründen wie z. B. eines Unfalls, einer Gefahrenstelle oder unsicherer Witterung.

## Hintergrund

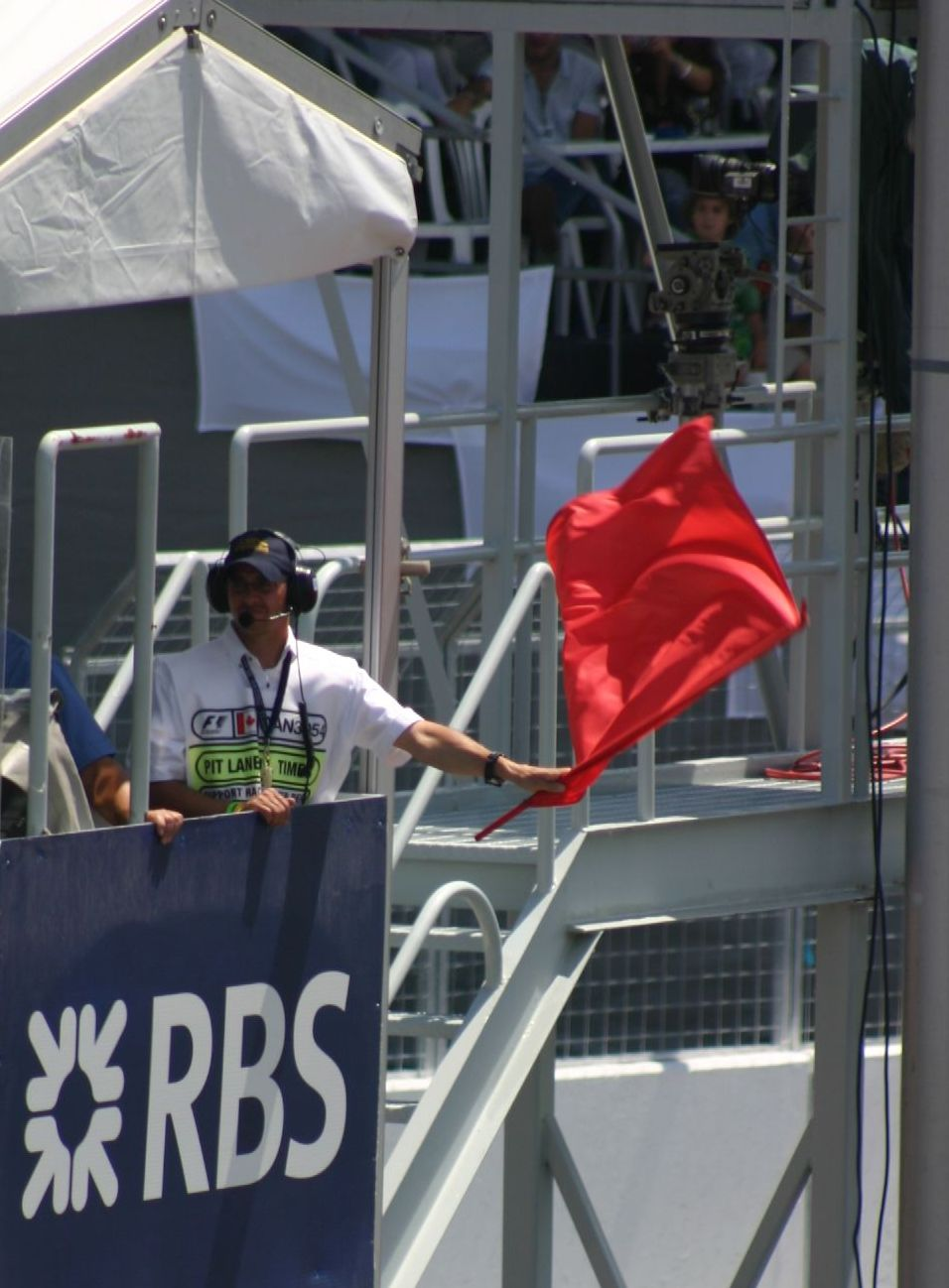
Die rote Flagge unterbricht das Rennen, meist aus Sicherheitsgründen.

Die Flaggen werden dabei von den Sportwarten an verschiedenen Streckenposten gezeigt. Durch ein 2007 eingeführtes GPS-Marshallsystem können seitdem die geltenden Flaggen in einer Anzeige im Cockpit des Fahrers angezeigt werden, um die Fahrer zusätzlich zu warnen. Durch den Abbruch des Rennens mit der roten Flagge wird die Boxengasse geschlossen und die Fahrer müssen an der sogenannten „Red Flag Line“ anhalten. In Ausnahmefällen ist stattdessen die Boxengasse aufzusuchen, in der sich die Fahrer hintereinander aufreihen. Vor 2005 wurde das Rennen in der Fahrerreihenfolge wiederaufgenommen, die in der vorletzten Runde vor dem Zeigen der roten Flagge vorgeherrscht hat.
Sollte man das Rennen nicht mehr fortsetzen können, so „werden die Ergebnisse vom Ende der vorletzten Runde vor der Runde, in dem das Signal zum Unterbrechen des Rennens gegeben wurde“ verwendet. Sollten zum Zeitpunkt der Unterbrechung weniger als 75 Prozent der Renndistanz gefahren worden sein und das Rennen nicht mehr fortgesetzt werden können, werden die vergebenen Punkte halbiert. Sollte das Rennen nicht fortsetzbar sein und weniger als zwei Runden wurden gefahren, werden keine Punkte vergeben.

## Statistik und Wissenswertes
Seit dem ersten Grand Prix im Jahr 1950 wurden 89 verschiedene Rennen insgesamt 97-mal abgebrochen oder unterbrochen, zuletzt der Große Preis von São Paulo 2024.
Mit dem Großen Preis von Australien 2023 gab es dabei erst ein Rennen in der Geschichte, das drei rote Flaggen sah. Sechs weitere Rennen wurden doppelt unterbrochen.
Fünf Rennen wurden abgebrochen, weil tödliche Unfälle geschehen sind: Der Große Preis von Spanien 1975 wurde in Runde 29 abgebrochen, weil Rolf Stommelens Fahrzeug sich über eine Leitplanke in eine Menschenmenge überschlug, was fünf Zuschauer tötete und andere schwer verletzte. Der Große Preis von Italien 1978 wurde nach einer schweren Kollision abgebrochen, die zum Tod von Ronnie Peterson geführt hatte. Der Große Preis von Kanada 1982 wurde gestoppt, nachdem Riccardo Paletti in Folge einer Kollision mit Didier Pironi getötet worden war. Beim Großen Preis von San Marino 1994 wurde die rote Flagge in Runde fünf aufgrund des Unfalls von Ayrton Senna gezeigt. Der Große Preis von Japan 2014 wurde beendet, nachdem Jules Bianchi mit einem Bergungsfahrzeug kollidiert war und schwer verletzt wurde. Er erlag später seinen Verletzungen.

## Rennen mit Einsatz der roten Flagge
| N | Das Rennen wurde nicht wiederaufgenommen.                   |
| W | Das Rennen wurde über die gleiche Renndistanz wiederholt.   |
| F | Das Rennen wurde über die geplante Renndistanz fortgesetzt. |
| G | Das Rennen wurde über eine gekürzte Distanz wiederholt.     |

- Die Spalte „Runde“ gibt die Runde an, in der das Rennen unterbrochen wurde.
- Die Spalte „F“ gibt über die oben angegebenen Kürzel an, ob und wie das Rennen fortgesetzt/neu gestartet wurde.
- Die Spalte „Ausgeschieden“ gibt an, wer nicht am Neustart teilnehmen konnte. Bereits vorher ausgeschiedene Fahrer zählen nicht dazu.

Datenstand: Großer Preis von Abu Dhabi 2024
| Rennen                               | Runde | F   | Sieger                 | Vorfall | Ausgeschieden | Ref.          |
| ------------------------------------ | ----- | --- | ---------------------- | --- | --- | ------------- |
| Indianapolis 500 1950                | 138   | N   | Johnnie Parsons        | Regen | | [ 10 ]        |
| Großer Preis von Kanada 1971         | 64    | N   | Jackie Stewart         | Regen | | [ 11 ]        |
| Großer Preis von Großbritannien 1973 | 2     | W   | Peter Revson           | Unfall von Jody Scheckter, Jean-Pierre Beltoise, George Follmer, Mike Hailwood, Carlos Pace, Jochen Mass, Jackie Oliver, Roger Williamson und Andrea de Adamich | Jody Scheckter, Jean-Pierre Beltoise, George Follmer, Mike Hailwood, Carlos Pace, Jochen Mass, Jackie Oliver, Roger Williamson und Andrea de Adamich (Unfall); Graham McRae (Gas) und David Purley (Gedreht) | [ 12 ]        |
| Großer Preis von Brasilien 1974      | 32    | N   | Emerson Fittipaldi     | Regen | | [ 13 ]        |
| Großer Preis von Spanien 1975        | 29    | N   | Jochen Mass            | Unfall von Rolf Stommelen, der zum Tod von fünf Personen führte. Die Hälfte der Punkte wurde vergeben. A | | [ 14 ]        |
| Großer Preis von Großbritannien 1975 | 56    | N   | Emerson Fittipaldi     | Regen sowie Unfälle von Wilson Fittipaldi, Jochen Mass, John Watson, Carlos Pace, Jody Scheckter, James Hunt und Mark Donohue. | | [ 15 ]        |
| Großer Preis von Österreich 1975     | 29    | N   | Vittorio Brambilla     | Regen; die Hälfte der Punkte wurde vergeben. A | | [ 16 ]        |
| Großer Preis von Großbritannien 1976 | 1     | W   | Niki Lauda             | Startunfall von Clay Regazzoni, James Hunt, Jacques Laffite und Niki Lauda. | Niemand, aber Clay Regazzoni und Jacques Laffite benutzten ihre Ersatzfahrzeuge illegal, weshalb sie disqualifiziert wurden.                                                                                 | [ 17 ]        |
| Großer Preis von Deutschland 1976    | 2     | W   | James Hunt             | Unfall von Niki Lauda, Brett Lunger und Harald Ertl. | Niki Lauda, Brett Lunger und Harald Ertl (Unfall); Chris Amon (ausgeschieden); Hans-Joachim Stuck (Kupplung) und Jacques Laffite (Getriebe).                                                                 | [ 18 ]        |
| Großer Preis von Österreich 1978     | 7     | W   | Ronnie Peterson        | Regen | Mario Andretti, Jody Scheckter, Nelson Piquet, Héctor Rebaque, Harald Ertl, Riccardo Patrese, Alan Jones und James Hunt.                                                                                     | [ 19 ]        |
| Großer Preis von Italien 1978        | 1     | G   | Niki Lauda             | Unfall von Ronnie Peterson, Riccardo Patrese, James Hunt, Vittorio Brambilla, Hans-Joachim Stuck, Patrick Depailler, Didier Pironi, Derek Daly, Clay Regazzoni und Brett Lunger. Das Rennen wurde von 52 auf 40 Runden gekürzt aufgrund von Sorge um Dunkelheit.                                                                         | Ronnie Peterson (tödlich verunfallt); Vittorio Brambilla, Hans-Joachim Stuck, Didier Pironi und Brett Lunger.                                                                                                | [ 20 ]        |
| Großer Preis von Argentinien 1979    | 1     | W   | Jacques Laffite        | Großer Unfall von Jody Scheckter, Arturo Merzario, Didier Pironi, Nelson Piquet, John Watson, Patrick Tambay und Mario Andretti. | Jody Scheckter, Arturo Merzario, Didier Pironi, Nelson Piquet und Patrick Tambay. | [ 21 ] [ 22 ] |
| Großer Preis von Südafrika 1979      | 2     | W   | Gilles Villeneuve      | Regen | | [ 23 ]        |
| Großer Preis von Kanada 1980         | 1     | W   | Alan Jones             | Unfall von Jean-Pierre Jarier, Derek Daly, Emerson Fittipaldi, Keke Rosberg, Mario Andretti, Gilles Villeneuve und Jochen Mass. | Derek Daly (verunfallt) und Mike Thackwell (verlieh sein Fahrzeug an Jean-Pierre Jarier, nachdem Jarier den Unfall vor dem Neustart hatte).                                                                  | [ 24 ]        |
| Großer Preis von Belgien 1981        | 2     | F   | Carlos Reutemann       | Startunfall von Riccardo Patrese und seinem Teamkameraden Siegfried Stohr, Patreses Mechaniker wird verletzt. | Riccardo Patrese und Siegfried Stohr | [ 25 ]        |
| Großer Preis von Belgien 1981        | 54    | N   | Carlos Reutemann       | Regen | |               |
| Großer Preis von Frankreich 1981     | 58    | F   | Alain Prost            | Regen; Das Rennen wurde über die Kombination der Zeit der ersten 58 Runden und der Zeit der neugestarteten 22 Runden entschieden. | | [ 26 ]        |
| Großer Preis der USA Ost 1982        | 6     | G   | John Watson            | Unfall von Roberto Guerrero und Riccardo Patrese. | | [ 27 ]        |
| Großer Preis von Kanada 1982         | 1     | W   | Nelson Piquet          | Didier Pironi würgte seinen Wagen beim Start ab, was dazu führte, dass Riccardo Paletti mit tödlichem Ausgang in dessen Rückseite fuhr. Geoff Lees, Raul Boesel und Eliseo Salazar waren in separate Unfälle involviert. | Riccardo Paletti (tödlich verunfallt); Geoff Lees (verunfallt) und Jean-Pierre Jarier (ausgeschieden nach dem Tod seines Teamkameraden).                                                                     | [ 28 ]        |
| Großer Preis von Monaco 1984         | 31    | N   | Alain Prost            | Regen; die Hälfte der Punkte wurde vergeben. A | | [ 29 ]        |
| Großer Preis der USA Ost 1984        | 1     | W   | Nelson Piquet          | Unfall am Start von Nelson Piquet, Ayrton Senna, Michele Alboreto und Marc Surer | Marc Surer | [ 30 ]        |
| Großer Preis von Großbritannien 1984 | 11    | G   | Niki Lauda             | Unfall von Jonathan Palmer. Das Rennen wurde von 64 auf 60 Runden gekürzt. | | [ 31 ]        |
| Großer Preis von Österreich 1984     | 1     | W   | Niki Lauda             | Unsachgemäße Startprozedur. | | [ 32 ]        |
| Großer Preis von Österreich 1985     | 1     | W   | Alain Prost            | Startunfall von Teo Fabi, Elio de Angelis, Michele Alboreto und Gerhard Berger. | Piercarlo Ghinzani | [ 33 ]        |
| Großer Preis von Großbritannien 1986 | 1     | W   | Nigel Mansell          | Nigel Mansells Wagen erlitt eine Antriebswellenfehlfunktion am Start, was zum Unfall der Fahrer Thierry Boutsen, Jacques Laffite, Christian Danner, Piercarlo Ghinzani, Allen Berg und Jonathan Palmer führte. | Jacques Laffite (Unfall, verletzt); Christian Danner, Piercarlo Ghinzani und Allen Berg. | [ 34 ]        |
| Großer Preis von Belgien 1987        | 2     | W   | Alain Prost            | Unfall von Jonathan Palmer und Philippe Streiff. | Jonathan Palmer | [ 35 ]        |
| Großer Preis von Österreich 1987     | 1     | W   | Nigel Mansell          | Rennstart wurde beendet nach dem Unfall von Martin Brundle, Jonathan Palmer, Philippe Streiff und Piercarlo Ghinzani. | | [ 36 ]        |
| Großer Preis von Österreich 1987     | 1     | W   | Nigel Mansell          | Der zweite Rennstart endete, nachdem Nigel Mansell mit Getriebeproblemen weggeschlichen ist; und dann verunfallten Eddie Cheever und Riccardo Patrese mit anderen Fahrern wie Stefan Johansson, Alex Caffi, Ivan Capelli, Pascal Fabre, Philippe Alliot, Martin Brundle und Christian Danner, was zum Aufstapeln der Beteiligten führte. | Philippe Streiff |               |
| Großer Preis von Portugal 1987       | 2     | W   | Alain Prost            | Eine Kollision verschiedener Fahrzeuge in der Einführungsrunde. Nelson Piquet und Michele Alboreto verunfallten am Start. Derek Warwick, Satoru Nakajima, Martin Brundle, Christian Danner, Philippe Alliot, René Arnoux und Adrián Campos waren darauf am Unfall beteiligt.                                                             | Christian Danner | [ 37 ]        |
| Großer Preis von Mexiko 1987         | 30    | G   | Nigel Mansell          | Unfall von Derek Warwick. Rennentscheidung durch Kombinierung der Zeiten der ersten 30 Runden und der darauf folgenden 33 Runden. | | [ 38 ]        |
| Großer Preis von Portugal 1988       | 1     | W   | Alain Prost            | Der erste Start wurde abgebrochen, nachdem Andrea de Cesaris sein Fahrzeug abgewürgt hat. | | [ 39 ]        |
| Großer Preis von Portugal 1988       | 1     | W   | Alain Prost            | Der zweite Start wurde abgebrochen, nachdem Derek Warwick seinen Wagen abgewürgt hatte und von Andrea de Cesaris getroffen wurde, wobei auch Luis Pérez-Sala und Satoru Nakajima involviert wurden. | |               |
| Großer Preis von San Marino 1989     | 4     | G   | Ayrton Senna           | Unfall von Gerhard Berger. Das Rennen wurde von 61 auf 58 Runden gekürzt und durch die Kombinierung der Zeiten der ersten drei Runden mit den darauf folgenden 55 Runden entschieden. | Gerhard Berger | [ 40 ]        |
| Großer Preis von Mexiko 1989         | 2     | W   | Ayrton Senna           | Unfall verschiedener Fahrzeuge. | | [ 41 ]        |
| Großer Preis von Frankreich 1989     | 1     | W   | Alain Prost            | Unfall von Nigel Mansell, Maurício Gugelmin, Thierry Boutsen, René Arnoux und Jonathan Palmer. | | [ 42 ]        |
| Großer Preis von Australien 1989     | 2     | W   | Thierry Boutsen        | Unfall von JJ Lehto. | Nicola Larini, Alain Prost (ausgeschieden) | [ 43 ]        |
| Großer Preis von Monaco 1990         | 1     | W   | Ayrton Senna           | Unfall von Gerhard Berger und Alain Prost. | | [ 44 ]        |
| Großer Preis von Belgien 1990        | 1     | W   | Ayrton Senna           | Mehrere Unfälle in erster Runde; involviert sind Martin Donnelly, Nigel Mansell, Aguri Suzuki und andere. | Aguri Suzuki | [ 45 ]        |
| Großer Preis von Belgien 1990        | 1     | W   | Ayrton Senna           | Unfall von Paolo Barilla, der eine beschädigte Leitplanke verursacht. | Paolo Barilla |               |
| Großer Preis von Italien 1990        | 2     | W   | Ayrton Senna           | Unfall von Derek Warwick. | | [ 46 ]        |
| Großer Preis von Portugal 1990       | 61    | N   | Nigel Mansell          | Unfall von Aguri Suzuki und Alex Caffi. | | [ 47 ]        |
| Großer Preis von Australien 1991     | 14    | N   | Ayrton Senna           | Regen; die Hälfte der Punkte wurde vergeben. A | | [ 48 ]        |
| Großer Preis von Frankreich 1992     | 18    | G   | Nigel Mansell          | Regen; das Rennen wurde durch Kombinierung der Zeiten der ersten 18 Runden und der folgenden 51 Runden entschieden. | | [ 49 ]        |
| Großer Preis von San Marino 1994     | 7     | G   | Michael Schumacher     | Tödlicher Unfall von Ayrton Senna. Die Neustartprozedur hatte die eigentliche sechste Runde entfernt, weshalb die Rennentscheidung durch Kombinierung der Zeiten der ersten fünf und den folgenden 53 Runden erfolgte. | Ayrton Senna (tödlicher Unfall); Érik Comas (ausgeschieden). | [ 50 ]        |
| Großer Preis von Italien 1994        | 1     | W   | Damon Hill             | Unfall verschiedener Fahrzeuge. | | [ 51 ]        |
| Großer Preis von Japan 1994          | 15    | G   | Damon Hill             | Regen und Unfall von Martin Brundle, der zu einem verletzten Sportwart führte. Das Rennen startete hinter dem Safety Car mit Michael Schumacher dahinter und wurde entschieden durch Kombinierung der Zeiten der ersten 13 und der folgenden 37 Runden.                                                                                  | Martin Brundle | [ 52 ]        |
| Großer Preis von Argentinien 1995    | 1     | W   | Damon Hill             | Verschiedene Unfälle von Jean Alesi, Mika Salo, Luca Badoer, Olivier Panis, Pierluigi Martini, Johnny Herbert, Rubens Barrichello und Ukyo Katayama. | Luca Badoer | [ 53 ]        |
| Großer Preis von Monaco 1995         | 1     | W   | Michael Schumacher     | Unfall von Jean Alesi, Gerhard Berger und David Coulthard. | Domenico Schiattarella, Jos Verstappen | [ 54 ]        |
| Großer Preis von Italien 1995        | 1     | W   | Johnny Herbert         | Unfall von Max Papis, Jean-Christophe Boullion, Andrea Montermini, Pedro Diniz und Roberto Moreno. | Andrea Montermini und Roberto Moreno. | [ 55 ]        |
| Großer Preis von Portugal 1995       | 1     | W   | David Coulthard        | Unfall von Ukyo Katayama, Luca Badoer, Pedro Diniz und Roberto Moreno. | Ukyo Katayama (Unfall, verletzt) und Max Papis (Getriebe). | [ 56 ]        |
| Großer Preis von Australien 1996     | 1     | W   | Damon Hill             | Unfall von Martin Brundle, David Coulthard und Johnny Herbert. | Johnny Herbert | [ 57 ]        |
| Großer Preis von Brasilien 1997      | 1     | W   | Jacques Villeneuve     | Rubens Barrichello würgte seinen Wagen beim Start ab, was zu verschiedenen Unfällen von Giancarlo Fisichella, Jacques Villeneuve, Jan Magnussen, Damon Hill, Johnny Herbert und Eddie Irvine führte. | Jan Magnussen | [ 58 ]        |
| Großer Preis von Kanada 1997         | 56    | N   | Michael Schumacher     | Unfall von Olivier Panis. D | | [ 59 ]        |
| Großer Preis von Kanada 1998         | 1     | W   | Michael Schumacher     | Unfall von Jean Alesi, Johnny Herbert, Jarno Trulli und Alexander Wurz. | | [ 60 ]        |
| Großer Preis von Frankreich 1998     | 1     | G   | Michael Schumacher     | Jos Verstappen würgte seinen Wagen beim Start ab. E | | [ 61 ]        |
| Großer Preis von Belgien 1998        | 1     | W   | Damon Hill             | Massiver Unfall von David Coulthard, Jos Verstappen, Eddie Irvine, Alexander Wurz, Rubens Barrichello, Johnny Herbert, Olivier Panis, Jarno Trulli, Mika Salo, Pedro Diniz, Toranosuke Takagi, Ricardo Rosset und Shinji Nakano. | Rubens Barrichello, Ricardo Rosset, Mika Salo und Olivier Panis. |               |
| Großer Preis von Großbritannien 1999 | 1     | W   | David Coulthard        | Jacques Villeneuve und Alessandro Zanardi würgten ihr Fahrzeug beim Start ab. Michael Schumacher verunfallte nach dem Zeigen der roten Flagge. | Michael Schumacher (Unfall, verletzt) | [ 62 ]        |
| Großer Preis von Monaco 2000         | 1     | W   | David Coulthard        | Gezeigt aufgrund eines technischen Fehlers des FIA-Computers. Pedro de la Rosa und Jenson Button verunfallten nach dem Zeigen der roten Flagge. | Pedro de la Rosa | [ 63 ]        |
| Großer Preis von Deutschland 2001    | 2     | W   | Ralf Schumacher        | Unfall von Luciano Burti und Michael Schumacher. D | | [ 64 ]        |
| Großer Preis von Belgien 2001        | 5     | G B | Michael Schumacher     | Unfall von Luciano Burti und Eddie Irvine, der eine beschädigte Reifenwand zur Folge hatte. D | Luciano Burti (Unfall, verletzt); Eddie Irvine (Unfall); Kimi Räikkönen und Fernando Alonso (Getriebe). | [ 65 ]        |
| Großer Preis von Brasilien 2003      | 56    | N   | Giancarlo Fisichella G | Unfall von Mark Webber und Fernando Alonso. D | | [ 66 ]        |
| Großer Preis von Europa 2007         | 5     | F   | Fernando Alonso        | Sintflutartige Regenfälle und Unfälle von Jenson Button, Nico Rosberg, Adrian Sutil, Lewis Hamilton, Scott Speed und Vitantonio Liuzzi. D | Jenson Button, Nico Rosberg, Adrian Sutil, Scott Speed und Vitantonio Liuzzi. | [ 67 ]        |
| Großer Preis von Malaysia 2009       | 33    | N   | Jenson Button          | Sintflutartige Regenfälle und Unfälle von Sébastien Buemi, Sebastian Vettel und Giancarlo Fisichella; die Hälfte der Punkte wurde vergeben. A D | | [ 68 ]        |
| Großer Preis von Korea 2010          | 3     | F   | Fernando Alonso        | Regen D | | [ 69 ]        |
| Großer Preis von Monaco 2011         | 72    | F C | Sebastian Vettel       | Unfall von Adrian Sutil, Lewis Hamilton, Jaime Alguersuari und Vitaly Petrov. | Jaime Alguersuari und Vitaly Petrov | [ 70 ]        |
| Großer Preis von Kanada 2011         | 25    | F   | Jenson Button          | Regen D | | [ 71 ]        |
| Großer Preis von Malaysia 2012       | 9     | F   | Fernando Alonso        | Regen D | | [ 72 ]        |
| Großer Preis von Monaco 2013         | 46    | F   | Nico Rosberg           | Unfall von Pastor Maldonado und Max Chilton, der eine beschädigte Barriere verursachte, die die Strecke blockierte. | Pastor Maldonado | [ 73 ]        |
| Großer Preis von Großbritannien 2014 | 1     | F   | Lewis Hamilton         | Unfall von Kimi Räikkönen, Felipe Massa und Kamui Kobayashi, der eine beschädigte Leitplanke verursachte. D | Kimi Räikkönen und Felipe Massa. | [ 74 ]        |
| Großer Preis von Japan 2014          | 2     | F   | Lewis Hamilton         | Sintflutartiger Regen aufgrund des Taifuns Phanfone D | | [ 75 ]        |
| Großer Preis von Japan 2014          | 46    | N   | Lewis Hamilton         | Tödlicher Unfall von Jules Bianchi D | | [ 75 ]        |
| Großer Preis von Australien 2016     | 18    | F   | Nico Rosberg           | Unfall von Fernando Alonso und Esteban Gutiérrez. | Fernando Alonso (Unfall, verletzt); Esteban Gutiérrez (Unfall) und Rio Haryanto (Mechanische Probleme während der roten Flagge).                                                                             | [ 76 ]        |
| Großer Preis von Belgien 2016        | 9     | F   | Nico Rosberg           | Unfall von Kevin Magnussen, der eine beschädigte Barriere verursachte. D | Kevin Magnussen | [ 77 ]        |
| Großer Preis von Brasilien 2016      | 21    | F   | Lewis Hamilton         | Regen und Unfall von Kimi Räikkönen. D | Jolyon Palmer und Kimi Räikkönen. | [ 78 ]        |
| Großer Preis von Brasilien 2016      | 28    | F   | Lewis Hamilton         | Regen D | | [ 78 ]        |
| Großer Preis von Aserbaidschan 2017  | 22    | F   | Daniel Ricciardo       | Trümmer auf der Strecke, die zu verschiedenen Unfällen führten. D | | [ 79 ]        |
| Großer Preis von Italien 2020        | 27    | F   | Pierre Gasly           | Unfall von Charles Leclerc, der eine Reifenwand beschädigte. | Charles Leclerc | [ 80 ]        |
| Großer Preis der Toskana 2020        | 8     | F   | Lewis Hamilton         | Schwerer Unfall von Antonio Giovinazzi, Kevin Magnussen, Nicholas Latifi und Carlos Sainz junior | Antonio Giovinazzi, Kevin Magnussen, Nicholas Latifi und Carlos Sainz junior (Unfall); Esteban Ocon (Bremsen)                                                                                                | [ 81 ]        |
| Großer Preis der Toskana 2020        | 46    | F   | Lewis Hamilton         | Unfall von Lance Stroll. | Lance Stroll | [ 81 ]        |
| Großer Preis von Bahrain 2020        | 1     | F   | Lewis Hamilton         | Schwerer Unfall von Romain Grosjean, der eine Leitplanke beschädigte. | Romain Grosjean (Verletzt) | [ 82 ]        |
| Großer Preis der Emilia-Romagna 2021 | 33    | F   | Max Verstappen         | Unfall von Valtteri Bottas und George Russell | Valtteri Bottas, George Russell | [ 83 ]        |
| Großer Preis von Aserbaidschan 2021  | 48    | F   | Sergio Pérez           | Unfall von Max Verstappen | Max Verstappen | [ 84 ]        |
| Großer Preis von Großbritannien 2021 | 2     | F   | Lewis Hamilton         | Unfall von Max Verstappen | Max Verstappen | [ 85 ]        |
| Großer Preis von Ungarn 2021         | 2     | F   | Esteban Ocon           | Startunfall ausgelöst durch Valtteri Bottas (beschädigt Lando Norris, Max Verstappen und Sergio Pérez) und Lance Stroll (beschädigt Charles Leclerc und Daniel Ricciardo). | Valtteri Bottas, Lando Norris, Sergio Pérez, Lance Stroll und Charles Leclerc (Unfälle); Nikita Masepin (Unfall in der Boxengasse)                                                                           | [ 86 ]        |
| Großer Preis von Belgien 2021        | 3     | N   | Max Verstappen         | Regen. Die Hälfte der Punkte wurde vergeben. A H | | [ 87 ]        |
| Großer Preis von Saudi-Arabien 2021  | 13    | F   | Lewis Hamilton         | Unfall von Mick Schumacher, der eine beschädigte Barriere verursachte. | Mick Schumacher (Unfall) |               |
| Großer Preis von Saudi-Arabien 2021  | 15    | F   | Lewis Hamilton         | Unfall von Sergio Pérez und Charles Leclerc, infolgedessen fuhr Nikita Masepin in den bremsenden George Russell hinein. | Sergio Pérez, Nikita Masepin und George Russell (Unfall) |               |
| Großer Preis von Monaco 2022         | 0     | F   | Sergio Pérez           | Regen | |               |
| Großer Preis von Monaco 2022         | 30    | F   | Sergio Pérez           | Unfall von Mick Schumacher, der eine Barriere beschädigte. | Mick Schumacher |               |
| Großer Preis von Großbritannien 2022 | 0     | W   | Carlos Sainz           | Startunfall von George Russell, Zhou Guanyu, Yuki Tsunoda, Esteban Ocon und Alexander Albon. | George Russell, Zhou Guanyu und Alexander Albon |               |
| Großer Preis von Japan 2022          | 2     | G   | Max Verstappen         | Regen und Unfall von Carlos Sainz jr. | Carlos Sainz jr. und Alexander Albon |               |
| Großer Preis von Australien 2023     | 8     | F   | Max Verstappen         | Unfall von Alexander Albon und Kies auf der Strecke | Alexander Albon |               |
| Großer Preis von Australien 2023     | 55    | F   | Max Verstappen         | Unfall von Kevin Magnussen | Kevin Magnussen |               |
| Großer Preis von Australien 2023     | 57    | F   | Max Verstappen         | Unfall von Logan Sargeant, Nyck de Vries, Esteban Ocon und Pierre Gasly | Logan Sargeant, Nyck de Vries, Esteban Ocon und Pierre Gasly |               |
| Großer Preis der Niederlande 2023    | 64    | F   | Max Verstappen         | Regen und Unfall von Zhou Guanyu der eine beschädigte Barriere verursachte | Zhou Guanyu |               |
| Großer Preis von Mexiko 2023         | 34    | F   | Max Verstappen         | Unfall von Kevin Magnussen der eine beschädigte Barriere verursachte | Kevin Magnussen |               |
| Großer Preis von São Paulo 2023      | 2     | F   | Max Verstappen         | Unfall zwischen Alexander Albon, Nico Hülkenberg und Kevin Magnussen der eine beschädigte Barriere und Trümmer auf der Strecke verursachte | Alexander Albon und Kevin Magnussen |               |
| Großer Preis von Japan 2024          | 1     | F   | Max Verstappen         | Unfall zwischen Daniel Ricciardo und Alexander Albon, der in einer beschädigten Barriere endete. | Daniel Ricciardo und Alexander Albon |               |
| Großer Preis von Monaco 2024         | 1     | F   | Charles Leclerc        | Unfall zwischen Sergio Pérez, Nico Hülkenberg und Kevin Magnussen, der eine beschädigte Barriere und Trümmer auf der Strecke verursachte | Sergio Pérez, Nico Hülkenberg und Kevin Magnussen |               |
| Großer Preis von São Paulo 2024      | 32    | F   | Max Verstappen         | Unfall während einer SC-Phase unter regnerischen Bedingungen | Franco Colapinto |               |